# Dong-a Ilbo
Dong-A Ilbo (hangul: 동아일보; hanja: 東亞日報, lit. Diário da Ásia Oriental) é um jornal publicado na Coreia desde o ano de 1920. Pertence a Dong-A Media Group (DAMG), que possui outros canais de mídia como Sports Dong-A, Dong-A Science, DUNet, dongA.com e o canal de televisão Channel A. Com uma circulação diária de aproximadamente 1,2 milhão de exemplares, o jornal tem parceria com as principais agências de notícias internacionais como The New York Times dos Estados Unidos, Asahi Shimbun do Japão e Diário do Povo da China. Além disso, publica edições globais especiais em noventa cidades do mundo, incluindo Nova York, Londres, Paris e Frankfurt.

## História
Fundado em 1920 durante a ocupação japonesa da Coreia e sob o lema "Para o povo, democracia e cultura", o jornal Dong-A Ilbo, publicou sua primeira edição em 1 de abril do mesmo ano, juntamente com a política de civilização implantada pelo Governador Geral da Coreia. Em 25 de setembro, ocorreu sua primeira suspensão por tempo indeterminado, por publicar um artigo que criticava três itens considerados sagrados para o Japão. Outras três suspensões ocorreram durante os anos seguintes, até o governo japonês em 10 de agosto de 1940, encerrar a sua publicação, fato culminado por um artigo publicado de Sohn Kee-chung, maratonista que venceu uma medalha de ouro nos Jogos Olímpicos de Berlim (1936), onde o jornal borrou de sua imagem, a bandeira japonesa estampada em seu uniforme, a fim de promover ideais nacionalistas. Mais tarde, em dezembro de 1945, o jornal reiniciou suas publicações. Em 25 de abril de 1963, foi inaugurado a Dong-A Broadcasting Station, consistindo na primeira empresa de mídia a possuir mídia impressa e de transmissão, no entanto ela foi fechada em novembro de 1980, devido à uma fusão obrigatória imposta pelas forças do governo do presidente Chun Doo-hwan. Em 1 de abril de 1993, passou de um jornal vespertino para matutino e em 17 de agosto de 2005, iniciou a impressão de suas 32 páginas em cores. 